# Bernard Pellarin
Bernard Pellarin, né le 18 septembre 1928  à Cruseilles en Haute-Savoie et mort le 17 mai 2007 dans la même ville, est un homme politique français.

## Biographie
Bernard Pellarin naît le 18 septembre 1928 à Cruseilles,,.
Il fait ses études au lycée de La Roche-sur-Foron. Il obtient une licence en droit,. Il intègre le Ministère de l'Air, de 1952 à 1959. Il est ensuite détaché au secrétariat général du Conseil général de la Haute-Savoie.
Le journal satirique haut-savoyard, Le Faucigny, le surnomme Pimpin.
Il meurt le 17 mai 2007 à Cruseilles,.

## Carrière politique
En mars 1965, il devient maire de la ville de Cruseilles. Il garde son mandat jusqu'en 1995. En 1970, il devient conseiller général de la Haute-Savoie du canton de Cruseilles et en devient, neuf ans plus tard, président. Il quitte sa fonction exécutive en 1998. Au cours de son mandat local, il est élu conseiller régional de la région Rhône-Alpes pour la mandature de 1982 à 1986. Il est par ailleurs vice-président de l'instance régionale.
Il est élu Sénateur de la Haute-Savoie le 25 septembre 1977, puis réélu en septembre 1986, et ce jusqu'en septembre 1995, où il ne se représenta pas. Membre du Groupe du Rassemblement démocratique et européen, en fin de mandat il était membre de plusieurs commissions : lois constitutionnelles, législation du suffrage universel, du règlement et de l'administration générale.
Il est condamné en 1999 « pour avoir accepté quatre voyages de chasse offerts par la société de BTP Jean Lefèbvre », par le tribunal correctionnel d'Annecy.

## Hommage
La commune de Cruseilles a inauguré un espace de loisirs à son nom, Centre nautique de l'Espace Bernard Pellarin.